# Tepuinachtschwalbe
Die Tepuinachtschwalbe (Setopagis whitelyi, Syn.: Caprimulgus whitelyi,  Antrostomus whitelyi, Hydropsalis whitelyi) oder Roraimanachtschwalbe, Roraima-Nachtschwalbe  ist eine Vogelart aus der Familie der Nachtschwalben (Caprimulgidae). Sie kommt im Norden Brasiliens, im Süden Venezuelas und in Guyana vor. Ihr Verbreitungsgebiet umfasst bewaldete, feuchte Abhänge und Höhen auf Tepuis (Tafelbergen). Der lateinische Name bezieht sich auf Henry Whitely.

Verbreitungsgebiet der Tepuinachtschwalbe (grün)

## Beschreibung
Die Tepuinachtschwalbe ist 21–22 cm groß, das Männchen wiegt zwischen 30 und 40 g, das Weibchen zwischen 45 und 48 g. Die Art sieht der häufigeren Trauernachtschwalbe (Nyctipolus nigrescens) sehr ähnlich. Hauptunterscheidung sind die gleichmäßig gelbbraunen Unterschwanzdecken. Ihr Rufen wird als „[eiliges] hreer“ mit einem anschließenden Abfallen der Tonhöhe beschrieben. Dieses soll sich alles ein bis zwei Sekunden wiederholen.

## Lebensweise
Die Nahrung besteht vermutlich aus Insekten. Die Brutzeit liegt – in Venezuela – zwischen März und April. Das Nest wird auf dem Boden angelegt.

## Gefährdungssituation
Die Tepuinachtschwalbe gilt als „nicht gefährdet“ (least concern).

## Etymologie und Forschungsgeschichte
Die Erstbeschreibung der Tepuinachtschwalbe erfolgte 1885 durch Osbert Salvin unter dem wissenschaftlichen Namen Antrostomus whitelyi. Das Typusexemplar wurde von Henry Whitely am Roraima-Tepui gesammelt. Es war Robert Ridgway, der 1912 die neue Gattung Setopagis einführte. Das Wort Setopagis leitet sich aus den griechischen Wörtern σής, σητός ses, setós für „Nachtfalter, Motte“ und πάγη, παγίς, πήγνυμι pāge, pagīs, pégnymi für „Falle, kleben bleiben“ ab. Der Artname ehrt seinen Sammler.